# Grand Forks, British Columbia
Grand Forks är en ort i Kanada.   Den ligger i provinsen British Columbia, i den södra delen av landet, 3 200 km väster om huvudstaden Ottawa. Grand Forks ligger 514 meter över havet och antalet invånare är 4 208.
Terrängen runt Grand Forks är kuperad åt nordväst, men åt sydost är den bergig. Grand Forks ligger nere i en dal. Trakten runt Grand Forks är nära nog obefolkad, med mindre än två invånare per kvadratkilometer.. Grand Forks är det största samhället i trakten.
I omgivningarna runt Grand Forks växer i huvudsak barrskog.